# Croácia nos Jogos Olímpicos de Inverno de 2018
A Croácia participou dos Jogos Olímpicos de Inverno de 2018, realizados na cidade de Pyeongchang, na Coreia do Sul.
O país fez sua oitava aparição em Olimpíadas de Inverno desde que estreou nos Jogos de 1992, em Albertville. Sua delegação foi composta de 19 atletas que competiram em quatro esportes.

## Desempenho

### Bobsleigh
Masculino
| Atleta                                                   | Evento  | Final     | Final     | Final     | Final       | Final   | Final |
| Atleta                                                   | Evento  | Descida 1 | Descida 2 | Descida 3 | Descida 4   | Total   | Pos.  |
| -------------------------------------------------------- | ------- | --------- | --------- | --------- | ----------- | ------- | ----- |
| Dražen Silić Benedikt Nikpalj                            | Duplas  | 50.76     | 50.91     | 50.99     | Não avançou | 2:32.66 | 30º   |
| Dražen Silić Mate Mezulić Benedikt Nikpalj Antonio Zelić | Equipes | 50.18     | 50.64     | 50.63     | Não avançou | 2:31.45 | 28º   |

### Esqui alpino
Feminino
| Atleta        | Evento         | Descida 1 | Descida 2 | Total   | Pos. |
| ------------- | -------------- | --------- | --------- | ------- | ---- |
| Andrea Komšić | Slalom         | 53.41     | 52.85     | 1:46.26 | 31º  |
| Andrea Komšić | Slalom gigante | 1:15.54   | 1:12.96   | 2:28.50 | 32º  |
| Leona Popović | Combinado      | DNS       | DNS       | DNS     | DNS  |
| Leona Popović | Slalom gigante | DNF       | DNF       | DNF     | DNF  |
| Ida Štimac    | Slalom         | 54.14     | DNF       | DNF     | DNF  |
| Ida Štimac    | Slalom gigante | 1:16.86   | 1:14.32   | 2:31.18 | 34º  |
| Lana Zbašnik  | Slalom gigante | DNS       | DNS       | DNS     | DNS  |

Masculino
| Atleta           | Evento         | Descida 1 | Descida 2 | Total   | Pos. |
| ---------------- | -------------- | --------- | --------- | ------- | ---- |
| Elias Kolega     | Slalom         | 51.18     | 50.94     | 1:42.12 | 23º  |
| Samuel Kolega    | Slalom gigante | 1:14.61   | 1:14.13   | 2:28.74 | 37º  |
| Istok Rodeš      | Slalom         | 49.60     | 51.81     | 1:41.41 | 21º  |
| Matej Vidović    | Slalom         | DNF       | DNF       | DNF     | DNF  |
| Natko Zrnčić-Dim | Combinado      | 1:22.07   | 48.48     | 2:10.55 | 19º  |
| Natko Zrnčić-Dim | Downhill       |           |           | DNS     | DNS  |
| Natko Zrnčić-Dim | Super-G        |           |           | 1:27.05 | 29º  |
| Filip Zubčić     | Combinado      | 1:21.54   | 48.06     | 2:09.60 | 12º  |
| Filip Zubčić     | Slalom         | DNF       | DNF       | DNF     | DNF  |
| Filip Zubčić     | Slalom gigante | 1:10.95   | 1:10.89   | 2:21.84 | 24º  |
| Filip Zubčić     | Super-G        |           |           | DNF     | DNF  |

### Esqui cross-country
Feminino
| Atleta            | Evento      | Qualificatória | Qualificatória | Quartas     | Quartas     | Semifinal   | Semifinal   | Final       | Final       |
| Atleta            | Evento      | Tempo          | Pos.           | Tempo       | Pos.        | Tempo       | Pos.        | Tempo       | Pos.        |
| ----------------- | ----------- | -------------- | -------------- | ----------- | ----------- | ----------- | ----------- | ----------- | ----------- |
| Vedrana Malec     | 10 km livre |                |                |             |             |             |             | 30:20.3     | 71º         |
| Vedrana Malec     | Velocidade  | 3:54.76        | 64º            | Não avançou | Não avançou | Não avançou | Não avançou | Não avançou | Não avançou |
| Gabrijela Skender | Velocidade  | 3:56.23        | 65º            | Não avançou | Não avançou | Não avançou | Não avançou | Não avançou | Não avançou |

Masculino
| Atleta            | Evento                | Qualificatória   | Qualificatória | Quartas       | Quartas     | Semifinal   | Semifinal   | Final       | Final       |
| Atleta            | Evento                | Tempo            | Pos.           | Tempo         | Pos.        | Tempo       | Pos.        | Tempo       | Pos.        |
| ----------------- | --------------------- | ---------------- | -------------- | ------------- | ----------- | ----------- | ----------- | ----------- | ----------- |
| Krešimir Crnković | 15 km livre           |                  |                |               |             |             |             | 36:44.7     | 47º         |
| Krešimir Crnković | 30 km skiathlon       | Clássico 44:31.3 | 58º            | Livre 38:25.1 | 44º         |             |             | 1:23:26.9   | 53º         |
| Edi Dadić         | 15 km livre           |                  |                |               |             |             |             | 36:57.2     | 53º         |
| Edi Dadić         | 30 km skiathlon       | Clássico 44:45.2 | 60º            | Livre DNF     | Livre DNF   |             |             | DNF         | DNF         |
| Edi Dadić         | Velocidade individual | 3:33.17          | 69º            | Não avançou   | Não avançou | Não avançou | Não avançou | Não avançou | Não avançou |

### Luge
Feminino
| Atleta        | Evento     | Final     | Final     | Final     | Final       | Final    | Final |
| Atleta        | Evento     | Descida 1 | Descida 2 | Descida 3 | Descida 4   | Total    | Pos.  |
| ------------- | ---------- | --------- | --------- | --------- | ----------- | -------- | ----- |
| Daria Obratov | Individual | 48.615    | 48.252    | 48.686    | Não avançou | 2:25.553 | 27º   |

Legenda
| Recorde mundial      | Recorde mundial (World record)               |                       | Recorde africano                      | Recorde africano (African) |                                           | Q | Classificado por posição (Qualified) |
| Recorde olímpico     | Recorde olímpico (Olympic record)            | Recorde da América    | Recorde da América (Americas)         | q                          | Classificado por melhor tempo (Qualified) |   |                                      |
| Melhor marca do ano  | Melhor marca do ano (World leading)          | Recorde asiático      | Recorde asiático (Asian)              | DNS                        | Não largou (Did not start)                |   |                                      |
| Recorde nacional     | Recorde nacional (National record)           | Recorde europeu       | Recorde europeu (European)            | DNF                        | Não terminou (Did not finish)             |   |                                      |
| Recorde pessoal      | Recorde pessoal do atleta (Personal best)    | Recorde da Oceania    | Recorde da Oceania (Oceania)          | DSQ / DQ                   | Desclassificado (Disqualified)            |   |                                      |
| Recorde da temporada | Recorde da temporada do atleta (Season best) | Recorde sul-americano | Recorde sul-americano (South America) | NM                         | Sem marca (No mark)                       |   |                                      |